# 360手机
360手機是奇虎360在2012年5月18日成立的智能手機品牌，生產商為奇酷互聯網絡科技。目前360手機已暫停開發。

## 歷史
- 2012年5月18日，華為和奇虎360成立360用戶特供機。
- 2012年6月28日，加入TCL集團的阿爾卡特、海爾集團和夏新科技加入360用戶特供機，360用戶特供機改稱360特供機。
- 2014年1月8日，酷派集團成立大神。
- 2014年11月18日，酷派集團成立大神科技。
- 2014年12月16日，奇虎360[2]和酷派集團[3]成立奇酷互聯網絡科技。
- 2015年5月6日，奇酷互聯網絡科技成立奇酷。
- 2015年6月8日，大神科技和大神加入奇酷互聯網絡科技。
- 2014年11月20日，酷派集團成立酷派移動科技和依偎。
- 2015年6月28日，酷派集團、酷派移動科技和依偎加入樂視網（樂視生態）[4]，並與樂視移動旗下的樂視超級手機系列同等。
- 2016年3月21日，奇酷互聯網絡科技成立360手機。
- 2016年8月16日，樂視網和酷派集團成立Cool。
- 2016年12月2日，酷派移動科技和依偎加入超多維科技，酷派移動科技改稱依偎科技。
- 2016年12月9日，成立樂豐的百立豐科技加入奇虎360。
- 2017年9月2日，大神入百立豐科技。
- 2019年7月，多名360公司員工向鳳凰網透露，目前360手機已暫停開發[1]。

## 外部連結
- （简体中文）360手機